# Ricky Hill
Ricky Anthony Hill (Paddington, 5 marzo 1959) è un allenatore di calcio ed ex calciatore inglese, di ruolo centrocampista.

## Carriera

### Giocatore

#### Club
Esordisce tra i professionisti nella stagione 1976-1977, all'età di 17 anni, con il Luton Town, club della seconda divisione inglese. Rimane in squadra per tredici campionati consecutivi, fino al termine della stagione 1988-1989; in particolare, dal 1976 al 1982 gioca in seconda divisione e dal 1982 al 1989 in prima divisione. Durante la sua permanenza nel club oltre a vincere la Second Division 1981-1982 ha vinto la Coppa di Lega nella stagione 1987-1988 (ovvero il primo trofeo maggiore conquistato dagi Hatters nella loro storia). Con il Luton Town ha totalizzato complessivamente 436 presenze e 54 reti in partite di campionato.
Nell'estate del 1989 si svincola dal Luton Town e si accasa al Le Havre, con cui nella stagione 1989-1990 realizza una rete in 20 presenze nella prima divisione francese; torna poi in patria, al Leicester City, con cui nella stagione 1990-1991 realizza una rete in 16 presenze in seconda divisione. Dopo aver trascorso il 1992 negli Stati Uniti ai T.B. Rowdies (di cui è anche allenatore) torna in Inghilterra, dove gioca con i semiprofessionisti dell'Hitchin Town e successivamente con quelli del Cherstey Town (rispettivamente nelle stagioni 1992-1993 e 1993-1994); torna poi nuovamente negli Stati Uniti, ai Cocoa Expos, con i quali chiude la carriera da giocatore.
In carriera ha totalizzato complessivamente 452 presenze e 55 reti nei campionati della Football League, tutte tra prima e seconda divisione; più precisamente, ha totalizzato 225 presenze e 23 reti in prima divisione e 227 presenze e 32 reti in seconda divisione.

#### Nazionale
Al momento del suo esordio in nazionale, nel 1982, era solamente il quarto giocatore di pelle nera ad aver vestito la maglia della nazionale inglese; l'esordio avviene più precisamente nel pareggio per 2-2 del 22 settembre 1982 sul campo della Danimarca, valevole per le qualificazioni agli Europei del 1984, nel quale gioca gli ultimi sette minuti della partita. Successivamente scende nuovamente in campo con la nazionale inglese il 13 ottobre 1982 giocando da titolare nella partita amichevole giocata in casa contro la Germania Ovest e persa con il punteggio di 2-1; gioca infine la sua terza ed ultima partita in nazionale il 29 gennaio 1986, quando scende in campo negli ultimi dieci minuti della partita amichevole vinta per 4-0 sul campo dell'Egitto.

### Allenatore
Dopo il ritiro ha allenato nelle giovanili di Sheffield Weds e Tottenham; nella stagione 2000-2001 ha allenato per alcuni mesi il Luton Town, militante nella terza divisione inglese. In seguito dal 2003 al 2005 ha allenato il San Juan Jabloteh, club della prima divisione di Trinidad e Tobago, con cui ha vinto un campionato, una Coppa di Lega ed un Campionato per club CFU. Dal 2011 al 2014 ha poi allenato i Tampa Bay Rowdies, nel Campionato NASL II (seconda divisione nordamericana), che ha vinto nel 2012.
Dal 12 gennaio 2022 al 14 marzo del medesimo anno allena il Montego Bay Utd, club della prima divisione giamaicana, restando in carica per complessive 7 partite. Successivamente dal 1º luglio 2023 al 22 settembre del medesimo anno è stato il commissario tecnico di Turks e Caicos, restando in carica di fatto per sole 2 partite effettive (due sfide della CONCACAF Nations League perse rispettivamente per 3-1 contro le Isole Vergini Britanniche e per 3-0 contro Dominica).

## Palmarès

### Giocatore

#### Competizioni nazionali
- Coppa di Lega inglese: 1

Luton Town: 1987-1988
- Campionato inglese di seconda divisione: 1

Luton Town: 1981-1982

### Allenatore

#### Competizioni nazionali
- Campionato trinidadiano: 1

San Juan Jabloteh: 2003-2004
- Coppa di Lega di Trinidad e Tobago: 1

San Juan Jabloteh: 2003
- Campionato NASL II: 1

Tampa Bay Rowdies: 2012

#### Competizioni internazionali
- Campionato per club CFU: 1

San Juan Jabloteh: 2003